# Civrac-sur-Dordogne
Civrac-sur-Dordogne è un comune francese di 246 abitanti situato nel dipartimento della Gironda nella regione della Nuova Aquitania.

## Storia

### Simboli
Il blasone d'azzurro, alla banda d'argento e il motto — traducibile in "Se è difficile, io sono forte" — sono quelli della casata dei Durfort.

## Società

### Evoluzione demografica
Abitanti censiti